# Kemény Árpád (főispán, 1867–1941)
Báró Kemény Árpád (Szilágykövesd, 1867. december 24. – Budapest, 1941. június 17.) magyar arisztokrata, politikus, főispán, felsőházi tag.

## Élete
1867-ben született Szilágykövesden, református vallású, nagybirtokos családban. Nevelője dr. Boros György, Erdély későbbi unitárius püspöke volt. Középiskoláit Kolozsvárott, jogi tanulmányait pedig Kolozsvárott és a budapesti tudományegyetemen végezte, ahol orvosi és bölcsészeti előadásokat is hallgatott.
Egyéves önkéntes katonai szolgálatát a 13. császári és királyi huszárezredben teljesítette, majd a 3. császári és királyi Hadik András-huszárezrednek lett a hadnagya, de Ferenc József 1903 őszi chlopyi hadiparancsa után lemondott tiszti ragjáról; a következő időszakban általános érdeklődést keltett több határozott hangú vezércikkével. 
1906-ban Alsó-Fehér vármegye főispánjává nevezték ki. Főispáni működése idején nagy megértéssel kezelte a nemzetiségi kérdéseket és különösen gondját viselte a telepítés ügyének, valamint a fürdő- és közlekedési életnek. Főispáni állásáról a koalíció soraiban támadt első ellentétek idején, 1909-ben mondott le.
Ezt követően gazdálkodásba fogott: rendezte családja több száz tagból álló, kiterjedt, de teljesen elhanyagolt és megterhelt birtokainak ügyeit, a vizeket szabályozta és csatornázással ezeket valóságos mintagazdaságokká fejlesztette fel. Utakat és erdei vasutakat építtetett, mintegy 100 holdon pedig szőlőt telepített; palackozott borait idővel már nemcsak európai országokban, de Amerikában is sikerült piacra juttatnia.
A régi főrendiháznak 1894-től volt tagja és IV. Károly király 1917-ben a főrendiház alelnökévé nevezte ki. 1918 őszén súlyos baleset érte, ami miatt Budapesten, Bécsben, sőt Lausanne-ban hosszasan kezelték, de végül gyógyultan térhetett haza. A társadalmi szerepvállalásai közül kiemelendő az Erdélyi Szövetségben betöltött elnöki tisztsége; az Országos Történelmi Ereklyemúzeum Egyesületnek tiszteletbeli elnöke, az Országos Menekültügyi Tanácsnak rendes tagja. a Magyar Cserkészszövetségnek pedig tiszteletbeli tagja volt. Haláláig képviselője volt a parlament felsőházának is.